# Islandiana
Islandiana és un gènere d'aranyes araneomorfes de la subfamília Erigoninae, dins de la família Linyphiidae. Fou descrit per primera vegada per J. Braendegaard l'any 1932. És sinònim del gènere Aduva Bishop & Crosby, 1936 Es pot trobar a la zona holàrtica: el Canadà, Groenlàndia, Islàndia, Rússia i els Estats Units: Segons The World Spider Catalog 12.0 inclou les següents espècies:
- Islandiana cavealis Ivie, 1965
- Islandiana coconino Ivie, 1965
- Islandiana cristata Eskov, 1987
- Islandiana falsifica (Keyserling, 1886) (Espècie tipus)
- Islandiana flaveola (Banks, 1892)
- Islandiana flavoides Ivie, 1965
- Islandiana holmi Ivie, 1965
- Islandiana lasalana (Chamberlin & Ivie, 1935)
- Islandiana longisetosa (Emerton, 1882)
- Islandiana mimbres Ivie, 1965
- Islandiana muma Ivie, 1965
- Islandiana princeps Braendegaard, 1932
- Islandiana speophila Ivie, 1965
- Islandiana unicornis Ivie, 1965